# Piste d'atterrissage d'Angaur
La piste d'atterrissage d'Angaur est une piste d'atterrissage située dans l'État d'Angaur aux Palaos.

## Histoire

### Seconde Guerre mondiale
Le jour où l'île fut déclarée sécurisée, le 20 septembre 1944, la construction de la piste débuta sur la côte est de l'île. Puisqu'il n'y avait pas de piste préexistante, deux bataillons d'ingénieurs ont dû raser la jungle et aplanir le terrain pour créer une piste d'atterrissage. Le 19 octobre 1944, la piste de 2 134 m de long, alignée nord-est/sud-ouest, ses voies de taxis et sa plateforme pouvant accueillir jusqu'à 120 avions étaient prêtes à être utilisé,.
Le 494e groupe de bombardements, volant dans des bombardiers B-24 Liberator, arriva à Angaur le 16 octobre et commença ses activités le 3 novembre. Il y resta jusqu'en juin 1945, date à laquelle il partit pour Yontan Airfield à Okinawa.
Le 22e groupe de bombardements, opérant des B-24, fut basé à Angaur de novembre 1944 jusqu'à 1945, où il fut déplacé au Guiuan Airfield aux Philippines.

### Après-guerre
En avril 2010, le Sénat des Palaos adopta une résolution demandant au président de proposer la piste d'atterrissage d'Angaur comme lieu de déménagement de la Marine Corps Air Station Futenma d'Okinawa.

## Capacités
L'aérodrome se trouve à environ 6 m d'altitude. Il a une piste désignée 5/23 avec une surface en gravier mesurant 2 134 × 46 m (7 000 × 150 ft).

## Situation
| Angaur Peleliu Koror |

## Compagnies aériennes et destinations
Les compagnies et destinations suivantes sont disponibles :
| Compagnies               | Destinations               |
| ------------------------ | -------------------------- |
| Belau Air                | Koror R. Tmetuchl, Peleliu |
| Pacific Mission Aviation | Koror R. Tmetuchl          |

Édité le 04/02/2018

## Sources
- (en) Cet article est partiellement ou en totalité issu de l’article de Wikipédia en anglais intitulé « Angaur Airstrip » (voir la liste des auteurs).

## Compléments